# 3713 Пітерс
3713 Пітерс (3713 Pieters) — астероїд головного поясу, відкритий 22 березня 1985 року.
Тіссеранів параметр щодо Юпітера — 3,209.